# Cárcel de manifestados
En la antigua corona de Aragón se conocía como cárcel de manifestados al concepto de reclusión para aquellos que se acogían al privilegio de manifestación.  
El reo que en uso de este privilegio se acogía a la protección del Justicia Mayor aunque ya estuviese preso por otro juez o tribunal quedaba desde entonces bajo la autoridad del justicia o sus lugartenientes que decretaban la detención o prisión en la cárcel de manifestados cuando la hubo y antes, en una casa particular o en una casa común e incluso en la que ya se hallara preso fuera de la Corte de Aragón pero a las órdenes del Justicia mayor. Si este no residía allí quedaba a las órdenes de sus lugartenientes dando comanda o comisión al alcaide para su custodia en dicho concepto de manifestado. Desde entonces, el reo se hallaba en cárcel de manifestados, es decir, preso bajo la protección mediata o inmediata del justicia mayor. 
La cárcel de manifestados equivalía a lo que en Castilla se conocía en las cárceles comunes como sala de presentados. Es sabido que un reo que se veía vejado por un juez o un alcaide se evadía de la cárcel y se presentaba en las Chancillerías y Audiencias implorando protección. Otras veces lo verificaba huyendo del auto de prisión o temiéndolo cuando era seguido de vejaciones. Por primera providencia, el presidente, regente, gobernador del crimen o semanero según los casos, lo mandaba presentar en la cárcel y era puesto con cierta holgura y libre de prisiones y de incomunicación en el departamento llamado por ello sala de presentados hasta que por sala de Justicia de la Chancillería o Audiencia recaía la providencia que se creía que debía proceder, y después de que el tribunal a cuya autoridad se sustraía el presentado, informaba con justificación.